# 100 Miles de Norisring 1986
Navigation
Édition suivante
Les 100 Miles de Norisring 1986 (officiellement appelé le  100 Meilen von Nurnberg ), disputées le 29 juin 1986 sur le Norisring ont été la quatrième manche du Championnat du monde des voitures de sport 1986.

## La course

### Classement de la course
Voici le classement officiel au terme de la course,,,.
- Les premiers de chaque catégorie du championnat du monde sont signalés par un fond jaune.
- Pour la colonne Pneus, il faut passer le curseur au-dessus du modèle pour connaître le manufacturier de pneumatiques.
- Les voitures ne réussissant pas à parcourir 75% de la distance du gagnant sont non classées (NC).

| Pos  | Classe | no | Écurie                  | Pilotes              | Châssis                            | Pneus | Tours | Temps               |
| Pos  | Classe | no | Écurie                  | Pilotes              | Moteur                             | Pneus | Tours | Temps               |
| ---- | ------ | -- | ----------------------- | -------------------- | ---------------------------------- | ----- | ----- | ------------------- |
| 1    | C1     | 7  | Joest Racing            | Klaus Ludwig         | Porsche 956B                       | G     | 79    | 1 h 07 min 00 s 360 |
| 1    | C1     | 7  | Joest Racing            | Klaus Ludwig         | Porsche Type-935 2.8L Flat-6 Turbo | G     | 79    | 1 h 07 min 00 s 360 |
| 2    | C1     | 51 | Silk Cut Jaguar         | Eddie Cheever        | Jaguar XJR-6                       | D     | 79    | + 7 s 670           |
| 2    | C1     | 51 | Silk Cut Jaguar         | Eddie Cheever        | Jaguar 6.5L V12 Atmo               | D     | 79    | + 7 s 670           |
| 3    | C1     | 52 | Silk Cut Jaguar         | Derek Warwick        | Jaguar XJR-6                       | D     | 79    | + 14 s 750          |
| 3    | C1     | 52 | Silk Cut Jaguar         | Derek Warwick        | Jaguar 6.5L V12 Atmo               | D     | 79    | + 14 s 750          |
| 4    | C1     | 38 | Team Memorex (Brun)     | Frank Jelinski       | Porsche 962C                       | M     | 78    | + 1 tour            |
| 4    | C1     | 38 | Team Memorex (Brun)     | Frank Jelinski       | Porsche Type-935 2.8L Flat-6 Turbo | M     | 78    | + 1 tour            |
| 5    | C1     | 10 | SAT Porsche Kremer Team | James Weaver         | Porsche 962C                       | Y     | 78    | + 1 tour            |
| 5    | C1     | 10 | SAT Porsche Kremer Team | James Weaver         | Porsche Type-935 2.8L Flat-6 Turbo | Y     | 78    | + 1 tour            |
| 6    | C1     | 17 | Brun Motorsport         | Walter Brun          | Porsche 962C                       | M     | 78    | + 1 tour            |
| 6    | C1     | 17 | Brun Motorsport         | Walter Brun          | Porsche Type-935 2.8L Flat-6 Turbo | M     | 78    | + 1 tour            |
| 7    | C1     | 9  | Hans Obermaier          | Jürgen Lässig        | Porsche 956                        | G     | 77    | + 2 tours           |
| 7    | C1     | 9  | Hans Obermaier          | Jürgen Lässig        | Porsche Type-935 2.6L Flat-6 Turbo | G     | 77    | + 2 tours           |
| 8    | C1     | 8  | Sachs Joest Racing      | "John Winter"        | Porsche 956                        | G     | 76    | + 3 tours           |
| 8    | C1     | 8  | Sachs Joest Racing      | "John Winter"        | Porsche Type-935 2.8L Flat-6 Turbo | G     | 76    | + 3 tours           |
| 9    | GTP    | 0  | Blaupunkt Joest Racing  | Danny Ongais         | Porsche 962                        | G     | 76    | + 3 tours           |
| 9    | GTP    | 0  | Blaupunkt Joest Racing  | Danny Ongais         | Porsche Type-962 2.6L Flat-6 Turbo | G     | 76    | + 3 tours           |
| 10   | C1     | 18 | Brun Motorsport         | Thierry Boutsen      | Porsche 956                        | M     | 76    | + 3 tours           |
| 10   | C1     | 18 | Brun Motorsport         | Thierry Boutsen      | Porsche Type-935 2.8L Flat-6 Turbo | M     | 76    | + 3 tours           |
| 11   | C1     | 33 | John Fitzpatrick Racing | Derek Bell           | Porsche 956B                       | G     | 76    | + 3 tours           |
| 11   | C1     | 33 | John Fitzpatrick Racing | Derek Bell           | Porsche Type-935 2.6L Flat-6 Turbo | G     | 76    | + 3 tours           |
| 12   | C1     | 11 | SAT Porsche Kremer Team | Franz Konrad         | Porsche 956                        | Y     | 73    | + 6 tours           |
| 12   | C1     | 11 | SAT Porsche Kremer Team | Franz Konrad         | Porsche Type-935 2.8L Flat-6 Turbo | Y     | 73    | + 6 tours           |
| 13   | C2     | 74 | Gebhardt Motorsport     | Stanley Dickens      | Gebhardt JC853                     | A     | 73    | + 6 tours           |
| 13   | C2     | 74 | Gebhardt Motorsport     | Stanley Dickens      | Ford Cosworth DFL 3.3L V8 Atmo     | A     | 73    | + 6 tours           |
| 14   | C1     | 63 | Ernst Schuster          | Ernst Schuster       | Porsche 936C                       | D     | 71    | + 8 tours           |
| 14   | C1     | 63 | Ernst Schuster          | Ernst Schuster       | Porsche Type-962 2.8L Flat-6 Turbo | D     | 71    | + 8 tours           |
| 15   | C1     | 1  | Rothmans Porsche        | Hans-Joachim Stuck   | Porsche 962C                       | D     | 71    | + 8 tours           |
| 15   | C1     | 1  | Rothmans Porsche        | Hans-Joachim Stuck   | Porsche Type-935 2.6L Flat-6 Turbo | D     | 71    | + 8 tours           |
| 16   | C2     | 99 | Roy Baker Racing        | Thorkild Thyrring    | Tiga GC286                         | A     | 70    | + 9 tours           |
| 16   | C2     | 99 | Roy Baker Racing        | Thorkild Thyrring    | Ford Cosworth BDT 1.7L I4 Turbo    | A     | 70    | + 9 tours           |
| 17   | C1     | 53 | Silk Cut Jaguar         | Jean-Louis Schlesser | Jaguar XJR-6                       | D     | 67    | + 12 tours          |
| 17   | C1     | 53 | Silk Cut Jaguar         | Jean-Louis Schlesser | Jaguar 6.5L V12 Atmo               | D     | 67    | + 12 tours          |
| 18   | C2     | 89 | Martin Schanche Racing  | Martin Schanche      | Argo JM19                          | G     | 66    | + 13 tours          |
| 18   | C2     | 89 | Martin Schanche Racing  | Martin Schanche      | Zakspeed 1.9L I4 Turbo             | G     | 66    | + 13 tours          |
| 19   | C2     | 97 | Roy Baker Racing        | John Sheldon         | Tiga GC285                         | A     | 58    | + 21 tours          |
| 19   | C2     | 97 | Roy Baker Racing        | John Sheldon         | Ford Cosworth BDT 1.7L I4 Turbo    | A     | 58    | + 21 tours          |
| DSQ† | C1     | 14 | Liqui Moly Equipe       | Bob Wollek           | Porsche 956 GTi                    | G     | 60    |                     |
| DSQ† | C1     | 14 | Liqui Moly Equipe       | Bob Wollek           | Porsche Type-935 2.6L Flat-6 Turbo | G     | 60    |                     |
| Abd. | C1     | 6  | Sponsor Guest Team      | Bruno Giacomelli     | Lancia LC2                         | D     | 59    | Moteur              |
| Abd. | C1     | 6  | Sponsor Guest Team      | Bruno Giacomelli     | Ferrari 308C 3.0L V8 Turbo         | D     | 59    | Moteur              |
| Abd. | C1     | 66 | Cosmik Racing           | Costas Los           | March 84G                          | A     | 58    | Réservoir d'essence |
| Abd. | C1     | 66 | Cosmik Racing           | Costas Los           | Porsche Type-935 2.6L Flat-6 Turbo | A     | 58    | Réservoir d'essence |
| Abd. | C1     | 56 | Victor Zakspeed Team    | Jochen Dauer (en)    | Zakspeed C1/8                      | G     | 37    | Pompe à essence     |
| Abd. | C1     | 56 | Victor Zakspeed Team    | Jochen Dauer (en)    | Ford Cosworth DFL 4.0L V8 Atmo     | G     | 37    | Pompe à essence     |
| Abd. | C1     | 46 | Derichs Rennwagenbau    | Jan Thoelke (de)     | Zakspeed C1/8                      | ?     | 5     | Moteur              |
| Abd. | C1     | 46 | Derichs Rennwagenbau    | Jan Thoelke (de)     | Ford Cosworth DFL 4.0L V8 Atmo     | ?     | 5     | Moteur              |

† La Porsche 956 GTi n°14 de l'écurie Liqui Moly Equipe a été disqualifié durant la course pour ne pas avoir respecté un drapeau noir. La voiture a reçu un drapeau noir pour cause de perte de pièce de la carroserie.

## Pole position et record du tour
- Pole position :  Hans-Joachim Stuck (#1 Porsche AG) en 46 s 540
- Meilleur tour en course :  Hans-Joachim Stuck (#1 Porsche AG) en 48 s 280

## À noter
- Longueur du circuit : 2,300 km
- Distance parcourue par les vainqueurs : 354,200 km